# کاماسوترا (برند)
کاماسوترا (انگلیسی: KamaSutra) دومین برند بزرگ کاندوم هند است. این شرکت توسط جی.کی. آنسل ال‌تی‌دی (JKAL) تولید می‌شود که یک سرمایه‌گذاری مشترک ۵۰:۵۰ بین گروه ریموند، بزرگ‌ترین شرکت و برند پوشاک هند، و آنسل بود. اکنون به‌طور کامل در اختیار ریموند است. جی.کی. آنسل ال‌تی‌دی یک واحد تولید کاندوم در اورنگ‌آباد در ایالت مهاراشترا هند با ظرفیت تولید ۳۵۰ میلیون قطعه در سال دارد. جی.کی. آنسل ال‌تی‌دی در سال ۱۹۹۱ فعالیت خود را آغاز کرد و در همان سال کاندوم‌های کاماسوترا را روانه بازار کرد. قبل از تشکیل این سرمایه‌گذاری مشترک در سال ۱۹۹۶، بخش کاندوم، بخشی از جی. کی کمیکال ال‌تی‌دی (J.K. Chemicals Ltd)، یکی از شرکت‌های تابعه گروه ریموند بود.
کاماسوترا طیف وسیعی از کاندوم‌های بافت‌دار و سایر کاندوم‌های مورد علاقه خاص را دارد - کاندوم‌های نقطه‌دار، دنده‌دار، کانتور، طولانی‌مدت، فوق نازک، شدت (چند بافت)، صاف (ساده، فوق روغن‌کاری‌شده)، بسیار بزرگ، گشاد شده و طعم‌دار/معطر.